# Хаслем, Джон

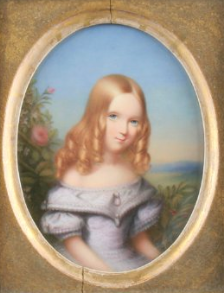
Леди Сесилия Леннокс (миниатюрный портрет на фарфоре)

Джон Хаслем (англ. John Haslem, 1808—1884) — британский художник по фарфору и эмали, писатель. Нарисовал множество портретов Королевы Виктории, членов королевской семьи и знати.

## Жизнь и работа
Хаслем родился в 1808 году в Каррингтоне, в графстве Чешир (ныне часть Большого Манчестера). Он ушел из дома, будучи маленьким мальчиком, чтобы жить в Дерби со своим дядей Джеймсом Томасоном, отправившимся туда для управления Royal Crown Derby. Учился у местного художника по керамике, Джорджа Хэнкока, и сначала посвятил себя цветочной живописи, но затем вышел на фигурную живопись, в которой достиг успеха.
Хаслем нарисовал голову лорда Байрона для герцога Сассексского в подарок королю Греции, и по наущению герцога приехал в Лондон и учился у Томаса Пэрриса. Он скопировал много картин в миниатюре на эмали, и часто выставлялся в Королевской Академии в период 1836—1865. В 1842 году он получил медаль от Общества искусств за портрет, написанный на фарфоре. Он написал небольшой портрет на эмали королевы Виктории, и это привело ко многим другим заказам от королевской семьи и знати, особенно в отношении копий семейных портретов. Документы, связанные с карьерой Хаслема, в том числе его письма, размещены в Музее и художественной галерее Дерби.
Хаслем был также востребован ювелирами и торговцами предметами искусства, а в одном случае был задействован в рисовании набора на эмали в подражание Петито, которое были настолько успешными, что была организована выставка миниатюр в Музее Южного Кенсингтона (Музее Виктории и Альберта), в 1862 и 1865 годах, под видом выставления работ самого Петито .
В 1857 году Хаслем вернулся в Дерби, чтобы жить со своим дядей, и оставался там до своей смерти в 1884 году. В 1876 году он опубликовал историю «The Old Derby China Factory» (издатель George Bell). Хаслем отдал свою коллекцию фарфора в музей Дерби, включая Prentice Plate, которую ему повезло купить в Лондоне. Prentice Plate использовалась учениками в росписи по фарфору в Дерби, и на ней сохранился образец работы Уильяма Биллингсли в период работы там. На данный момент этот предмет также экспонируется в Музее Дерби.